# Nikola Boranijašević
Nikola Boranijašević, né le 19 mai 1992 à Nova Varoš, est un footballeur serbe.

## Biographie

### En club
Le 7 janvier 2019, à l'occasion du mercato hivernal, il s'engage au sein du club suisse du FC Lausanne-Sport jusqu'en 2021, en Challenge League. Nikola dispute son premier match avec le LS le 13 février 2019, face au SC Kriens, en débutant la partie en tant que titulaire (victoire 3-2 au stade olympique de la Pontaise). Ce match entre dans le cadre de la Challenge League 2018-2019.
Le joueur serbe inscrit son premier but avec le club vaudois le 24 août 2019, lors de la 5e journée de la CL, face au FC Aarau, sur une offrande d'Aldin Turkeš à la 56e minute de jeu (victoire 5-1 à domicile).

## Palmarès
FC Zurich
- Champion de Suisse (1)
  - Champion : 2022